# Висока грађевинско–геодетска школа струковних студија Београд
Висока грађевинско–геодетска школа струковних студија једна је од самосталних високих школа у Београду. Од 2019. године постаје Одсек у оквиру новоформиране Академије техничко-уметничких струковних студија. Налази се у улици Хајдук Станкова 2.

## Историјат
Виша грађевинска школа је основана у новембру 1976. под називом ООУР Виша школа усмереног образовања грађевинске струке у оквиру РО Грађевинског образовног центра са још три организације удруженог рада: Архитектонска техничка школа, Грађевинска техничка школа и Грађевинска школа са кадровском и рачуноводственом службом у оквиру радне заједнице заједничке службе. Виша грађевинска школа 1986—1987. ради у оквиру РО Грађевинског образовног центра, 1991. се Центар укида и организације удруженог рада постају радне организације. Школовање је трајало четири семестра, а образовани кадрови су имали звање инжењер грађевинарства. Школовање је проширено на пет семестара 1987—1988. са истим звањем и истим бројем предмета. Виша геодетска школа је установљена Законом о оснивању Више геодетске школе 18. маја 1960, студије су трајале четири семестра, а 1972. прелазе на студије у трајању од пет семестара. На Грађевинском одсеку Више грађевинско–геодетске школе је 1987—2005. укупно дипломирало 1431 студент. Висока грађевинско–геодетска школа струковних студија у Београду је формирана 1. јуна 1996. спајањем тадашње Више грађевинске школе и Више геодетске школе и од тада функционише као јединствена образовна институција са два одсека Грађевински и Геодетски. Министарство просвете Републике Србије је 14. маја 2002. одобрило трогодишње студије Више грађевинско–геодетске школе у Београду. Од 2003. године садрже смерове Грађевинарство, Архитектура и Геодезија. Променили су назив 12. јула 2007. у Висока грађевинско–геодетска школа струковних студија Београд. У фебруару 2017. су постали једна од првих високошколских установа у Србији са акредитованим мастер струковним студијама: Грађевинско инжењерство у високоградњи и Геодезија–Геоматика. Академија техничко–уметничких струковних студија Београд је основана по одлуци Владе Републике Србије 29. августа 2019, а Одсек Висока грађевинско–геодетска школа струковних студија постаје један од пет Одсека у саставу Академије.